# Медицинское судно

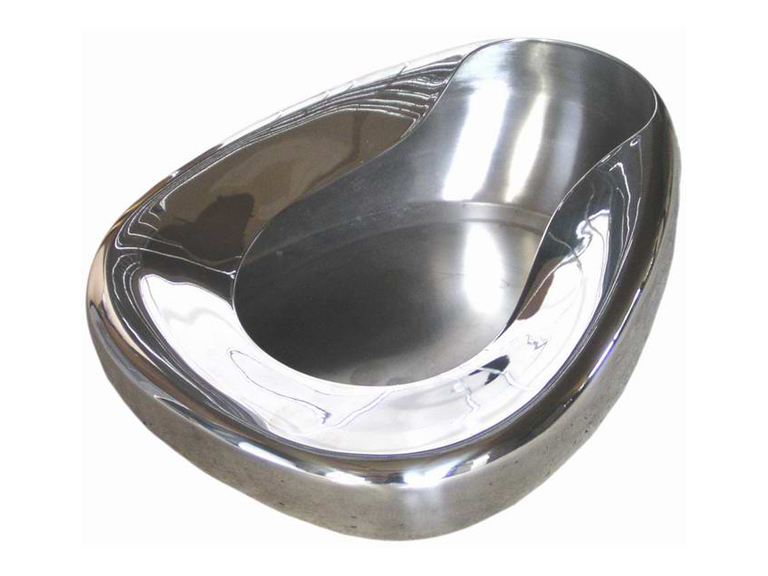
Современное подкладное судно из нержавеющей стали

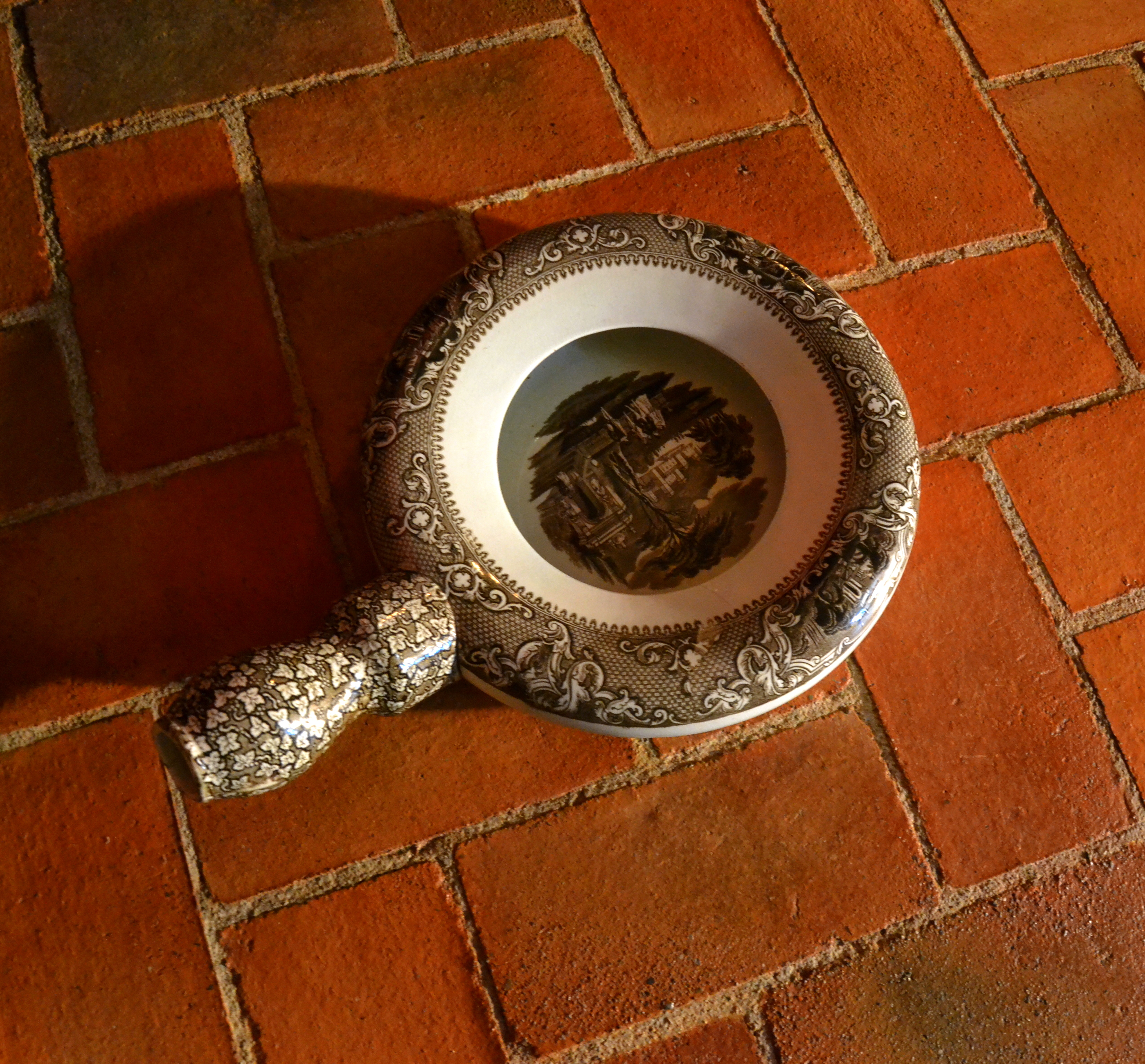
Керамическое подкладное судно с ручкой

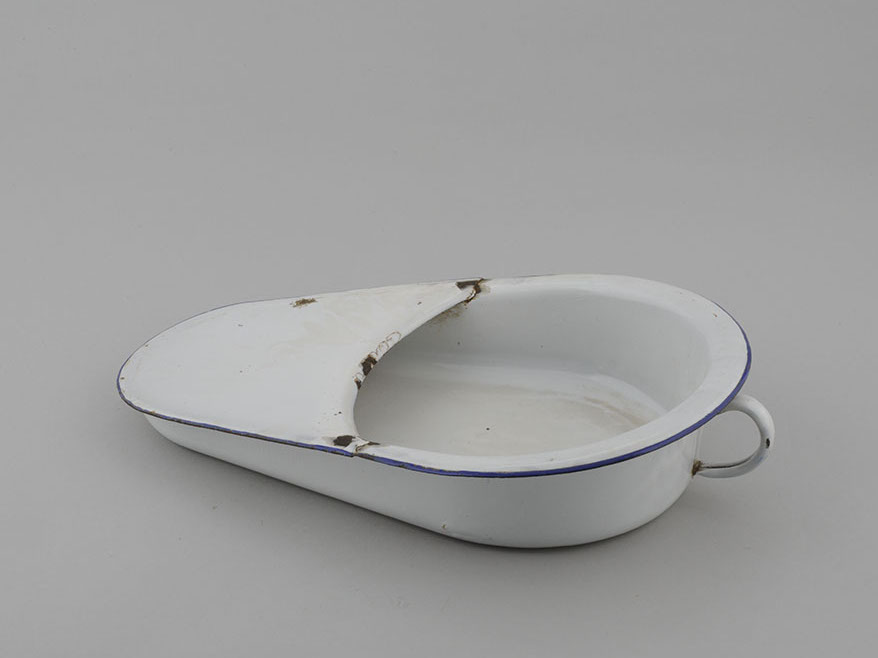
Эмалированное металлическое подкладное судно типа «Ладья»

Подкладно́е су́дно, или медици́нское су́дно — резервуар для приёма мочи и каловых масс у лежачих больных, способных на физиологические отправления, а также для проведения подмывания промежности. Во время использования подкладывается под таз человека. Изготавливается из металла, пластмассы или резины (надувное судно). Для приёма мочи также используются мочеприёмники (утки).
В России резиновые надувные судна изготавливаются под номерами от 1 до 3 и различаются фармакинетически как габаритными размерами в надутом состоянии, так и вместимостью:
- № 1: 43×35 см, 700 мл;
- № 2: 48×37 см, 1000 мл;
- № 3: 54×45 см, 1500 мл.

Точные габаритные размеры могут незначительно отличаться в обе стороны в зависимости от производителя.
Резиновое подкладное судно не следует путать с подкладным кругом, предназначенным для профилактики пролежней.